# Joel Hyrland
Joel Hyrland (født 16. januar 1985) er en dansk skuespiller og komiker. Han er desuden marketingspecialist, iværksætter og direktør i et reklamebureau.
Han er kendt som den ene halvdel af komikerduoen Adam & Noah, hvor han spiller sammen med Hadi Ka-koush.
I 2022 deltog han i sæson 19 af Vild med dans, hvor han dansede med Jenna Bagge.

## Baggrund
Han er født og opvokset i Lille Birkholm i Herlev, som søn af en dansk mor og en marokkansk far.
Hyrland er bror til skuespilleren Zaki Youssef.

## Filmografi

### Tv-serier
| År   | Titel                  | Rolle              | Note(r)      |
| ---- | ---------------------- | ------------------ | ------------ |
| 2006 | Ørnen                  | Chauffør for Bosco | 2 episoder   |
| 2015 | Hva' sker der danskere | Adam               | Mini-serie   |
| 2016 | Den anden verden       | Pede               | Julekalender |
| 2019 | Mellem os              | Xavier             | 3 episoder   |
| 2019 | Nipskanalen            | Adam               | 2 episoder   |
| 2020 | Puls                   | Jamil              | 8 episoder   |

### Film
| År   | Titel                      | Rolle             | Note(r)     |
| ---- | -------------------------- | ----------------- | ----------- |
| 2003 | Bagland                    | Jojo - Bandmedlem |             |
| 2005 | Den store dag              | Tjener            | ukrediteret |
| 2008 | Remix                      | Ven               |             |
| 2017 | Emoji Filmen               | Ram-tekniker      |             |
| 2021 | We'll always have paris    | Jon               |             |
| 2022 | Et eksempel: Dem på gulvet | Michael           |             |
| 2024 | Sir Stella                 | Marcel            |             |
| 2024 | Bytte Bytte Barn           | Janus             |             |